# Europejskie Igrzyska Halowe w Lekkoatletyce 1966 – skok o tyczce mężczyzn
Skok o tyczce mężczyzn – jedna z konkurencji technicznych rozgrywanych podczas lekkoatletycznych europejskich igrzysk halowych w hali Westfalenhalle w Dortmundzie. Został rozegrany (jak zresztą całe igrzyska) 27 marca 1966. Zwyciężył reprezentant Związku Radzieckiego Hennadij Błyznecow.

## Rezultaty

### Finał
Rozegrano od razu finał, w którym wzięło udział 8 skoczków.
Opracowano na podstawie materiału źródłowego.
| Miejsce | Zawodnik           | Wynik |
| ------- | ------------------ | ----- |
| 1       | Hennadij Błyznecow | 4,90  |
| 2       | Rudolf Tomášek     | 4,80  |
| 3       | Reiner Liese       | 4,70  |
| 4       | Igor Feld          | 4,60  |
| 5       | Miguel Consegal    | 4,40  |
| 6       | Claus Schiprowski  | 4,40  |
| 7       | Maurice Houvion    | 4,40  |
| 8       | Daniel Borrey      | 4,40  |